# Janet Owusu
Janet Owusu (* 23. April 1991 in Accra) ist eine ghanaische Fußballspielerin.

## Karriere

### Verein
Owusu startete ihre Karriere bei den La Ladies FC in Accra. Im Sommer 2014 verließ sie erstmals Ghana und wurde die erste Ghanaerin in der österreichischen ÖFB Frauenliga. Sie unterschrieb am 20. Juli 2014 beim SV Neulengbach.

### Nationalmannschaft
Owusu nahm für die Black Starlets an der FIFA U-20 Weltmeisterschaft der Frauen 2010 in Deutschland teil. Seit 2012 ist Owusu A-Nationalspielerin der Black Queens aus Ghana.